# Chociwel
Chociwel (germană Freienwalde in Pommern; cașubiană Frinwôłd) este un oraș în Polonia.